# Вазописец Дария
Вазописец Дария — анонимный греческий вазописец, работал в Апулии около 340—320 до н. э. в краснофигурной технике в конце эпохи «роскошного стиля».
Своё условное название вазописец Дария получил по именной вазе, так называемой Вазе Дария, которая была обнаружена в 1851 года вблизи Каноза-ди-Пулья. Сейчас она экспонируется в Национальном археологическом музее Неаполя (экспонат H3253).
Большинство работ вазописца Дария — вазы больших габаритов, в частности, кратеры с волютами, амфоры и лутрофоры. Чаще всего художник изображал театральные сцены, особенно классические трагедии Еврипида, или сцены древнегреческой мифологии. Целый ряд мифологических мотивов, не представленных в сохранившихся литературных произведениях или преданиях, известен исключительно по вазам вазописца Дария. Среди ваз малых форм у вазописца Дария в основном встречаются пелики, на которых изображались свадебные сцены, сцены женского быта, дионисийские и эротские мотивы. В отличие от других современных художников, погребальные сцены (вазы для наисков) в творчестве вазописца Дария встречаются редко. Некоторые из его работ, такие как Ваза Дария, изображают исторические сюжеты.

## Галерея
- Амфора из Апулии, 350 г. до н. э.
- Рыбное блюдо. Круг Вазописца Дария (Берлин, Берлинское античное собрание)
- Phrixos krater[нем.] (Берлин, Берлинское античное собрание)
- Сосуд в виде головы Геракла в львином шлеме. Апулия, круг Вазописца Дария (Музей института Тюбингена[нем.]).